# Black Forest Open 2004
Il Black Forest Open 2004 è stato un torneo di tennis facente parte della categoria ATP Challenger Series nell'ambito dell'ATP Challenger Series 2004. Il torneo si è giocato a Freudenstadt in Germania dal 30 agosto al 5 settembre 2004 su campi in terra rossa.

## Vincitori

### Singolare
Santiago Ventura ha battuto in finale  Jan Frode Andersen con il punteggio di 6–3, 1–6, 6–3

### Doppio
Gabriel Trifu /  Alexander Waske hanno battuto in finale  Salvador Navarro /  Santiago Ventura con il punteggio di 6–3, 6(5)–7, 6–2